# Zieglbach

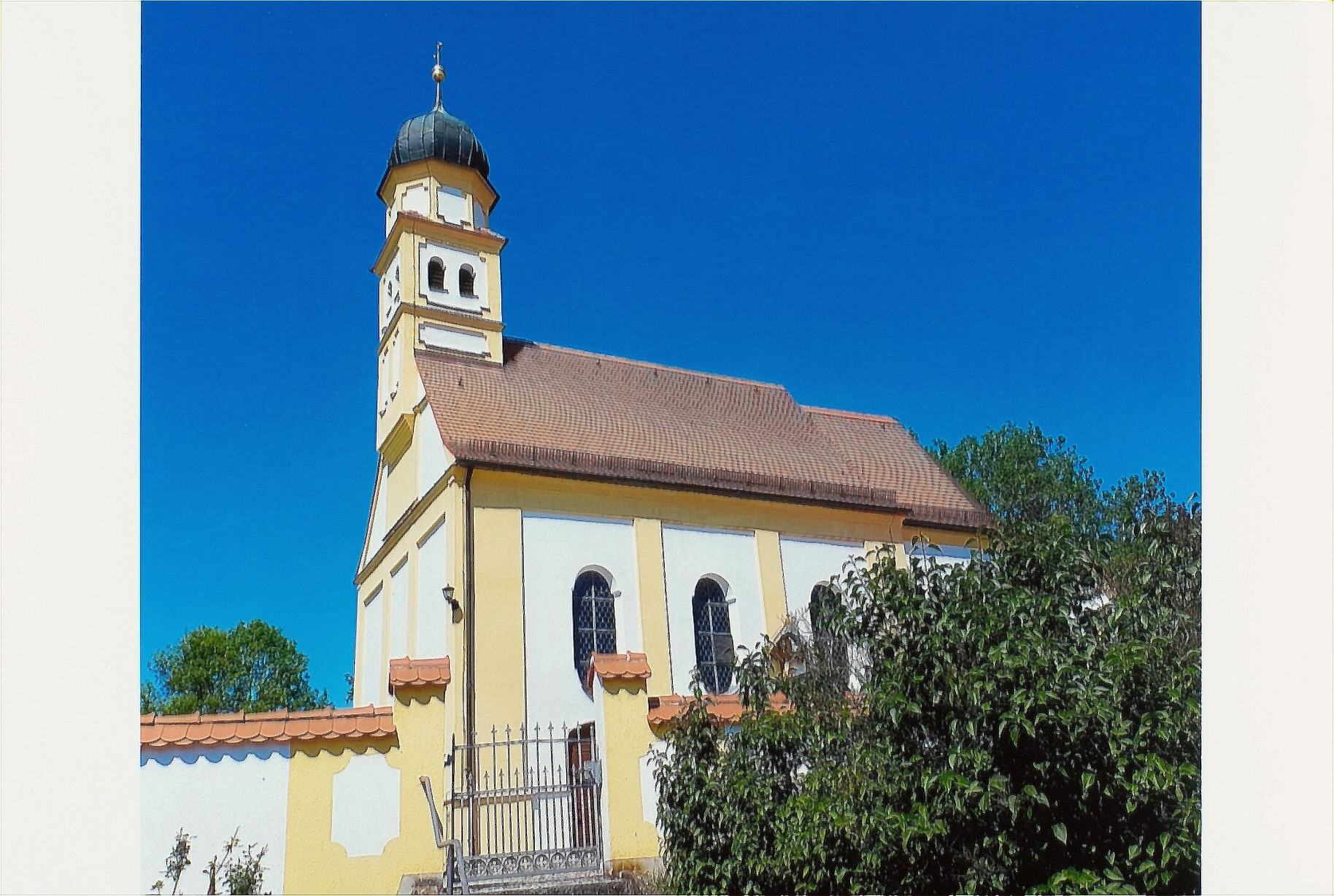
Kirche St. Michael

Ziegelbach ist ein Ortsteil der Gemeinde Dasing und eine Gemarkung im Landkreis Aichach-Friedberg (Bayern).

## Lage
Das Kirchdorf befindet sich südlich der A 8 an der Kreisstraße AIC 21.

## Gemeinde
Zieglbach war ein Ortsteil der am 30. Juni 1976 aufgelösten Gemeinde Burgadelzhausen. Während der Hauptort sowie Landmannsdorf und Weinsbach in die Gemeinde Adelzhausen eingegliedert wurden, kam Zieglbach am 1. Juli 1976 zu Dasing.

## Sehenswürdigkeiten
- Katholische Filialkirche St. Michael

Siehe auch: Liste der Baudenkmäler in Zieglbach